# Spilosoma melanochorium
Spilosoma melanochorium là một loài bướm đêm thuộc phân họ Arctiinae, họ Erebidae.